# Chinothele jixiang
Genre
Espèce
Chinothele jixiang, unique représentant du genre Chinothele, est une espèce d'araignées mygalomorphes de la famille des Euagridae.

## Distribution
Cette espèce est endémique du Yunnan au Chine,. Elle se rencontre dans le xian de Yingjiang.

## Description
Le mâle holotype mesure 5,05 mm et la femelle paratype 6,49 mm.

## Publication originale
- Yu, Zhang & Zhang, 2021 : « Chinothele jixiang gen. et sp. nov., a new euagrid spider from China (Araneae, Euagridae). » Acta Arachnologica Sinica, vol. 30, no 1, p. 26-30.